# Sandokan expatriatus
Espèce
Synonymes
- Oncopus expatriatus Schwendinger & Martens, 2004

Sandokan expatriatus est une espèce d'opilions laniatores de la famille des Sandokanidae.

## Distribution
Cette espèce est endémique de Thaïlande. Elle se rencontre vers Bangkok.

## Description
Le mâle holotype mesure 7,04 mm.

## Systématique et taxinomie
Cette espèce a été décrite sous le protonyme Oncopus expatriatus par Schwendinger et Martens en 2004. Le nom Oncopus Thorell, 1876 étant préoccupé par Oncopus Herrich-Schaeffer, 1855, il est remplacé par Sandokan par Özdikmen et Kury en 2007.

## Publication originale
- Schwendinger & Martens, 2004 : « A taxonomic revision of the family Oncopodidae IV. The genus Oncopus Thorell (Opiliones, Laniatores). » Revue Suisse de Zoologie, vol. 111, no 1, p. 139–174 (texte intégral).